# 캘리포니아 주립대 대 바키 사건
캘리포니아 주립대 대 바키 사건(University of California v. Bakke)은 미국 연방대법원의 유명 판례로 적극적 우대조치로써 인종이 대학입시에서 고려될 수 있는 요소임을 판시하였다. 단 특정 인종의 비율을 정해 놓은 할당제는 위헌임을 선언하여 캘리포니아 주립대 데이비스 캠퍼스 의과대학원의 정책이 위법이라고 판시하였다.

## 사실관계
백인인 앨런 바키는 입학이 허가된 학생들의 평균치보다 성적이 높았음에도 주립대학교인 캘리포니아 주립 데이비스 의과대학에 지원했다가 불합격하였는데 대학측은 그의 탈락은 ‘적극행동정책’ 때문이라고 밝혔고 이는 소수인종 학생들을 안배하여 선발하기 위한 특례입학제도이다.
그보다 훨씬 낮은 점수로도 입학이 가능한 특별전형이 없었다면 입학이 가능하다고 그는 생각하여 학장에게 항의 서한을 작성하여 보내고 다음 해인 1974년 의대에 다시 응시하였지만 그는 다시 탈락하였는데 그 해 특별전형응시생의 점수는 그의 점수보다 현저히 낮았다.
이에 대해 바키는 이것이 백인학생에 대한 역차별이라며 법원에 소송을 냈고 주법원에서 바키측이 승소했고 이에 대학측은 연방대법원에 항소한다.
바키는 캘리포니아 주법원에 연방 헌법 제 14조, 캘리포니아 주헌법， 1964년 민권법을 기초로 인종차별이라는 이유로 가처분을 신청하였다. 주대법원은 8 대 1 의 의견으로 배커가 승소하였고 대학교는 이러한 주대법원의 결정에 대하여 불복하
여 연방대법원에 상고하였다.

## 판시사항
이 사건의 다수의견과 소수의견은 5:4의 매우 근소한 차이로 나뉘었다.

### 다수의견
추가처인 요소(plus factor)로 인종이라는 요소를 사용할 수 있다며 파월 대법관은 다양한 인종이 캠퍼스의 다양성을 더욱 크게 할 수 있다며 적법하다는 논리를 폈다.

### 소수의견
소수의견은 인종을 전혀 고려요소로 시용할 수 없다고 판시하였다.

## 같이 보기
- 공정한 입학을 위한 학생들 대 하버드 대학교 사건

## 참고 문헌
- 이희훈, 미국의 인종을 고려한 대학 특별입학전형제도에 대한 적극적 평등실현조치, 미국헌법학회, 2010년.
- 브리태니카백과사전- 캘리포니아대학교 이사회 대 바키 판결 (미국 판례) University of California Regents v. Bakke[깨진 링크(과거 내용 찾기)]